# Arnold Vanderlyde
Arnold Vanderlyde, född den 24 januari 1963 i Sittard, Nederländerna, är en nederländsk boxare som tog tre OS-brons i följd, se tungviktsboxning 1984 i Los Angeles, tungviktsboxning 1988 i Seoul och tungviktsboxning 1992 i Barcelona. Vid det sista tillfället slogs han av den trefaldige olympiske mästaren Félix Savón från Kuba i semifinalen med 3-23.